# Dicellostyles axillaris
Dicellostyles axillaris é uma espécie de angiospérmica da família das Malvaceae.
Apenas pode ser encontrada no Sri Lanka.